# Forest (Bruksela)

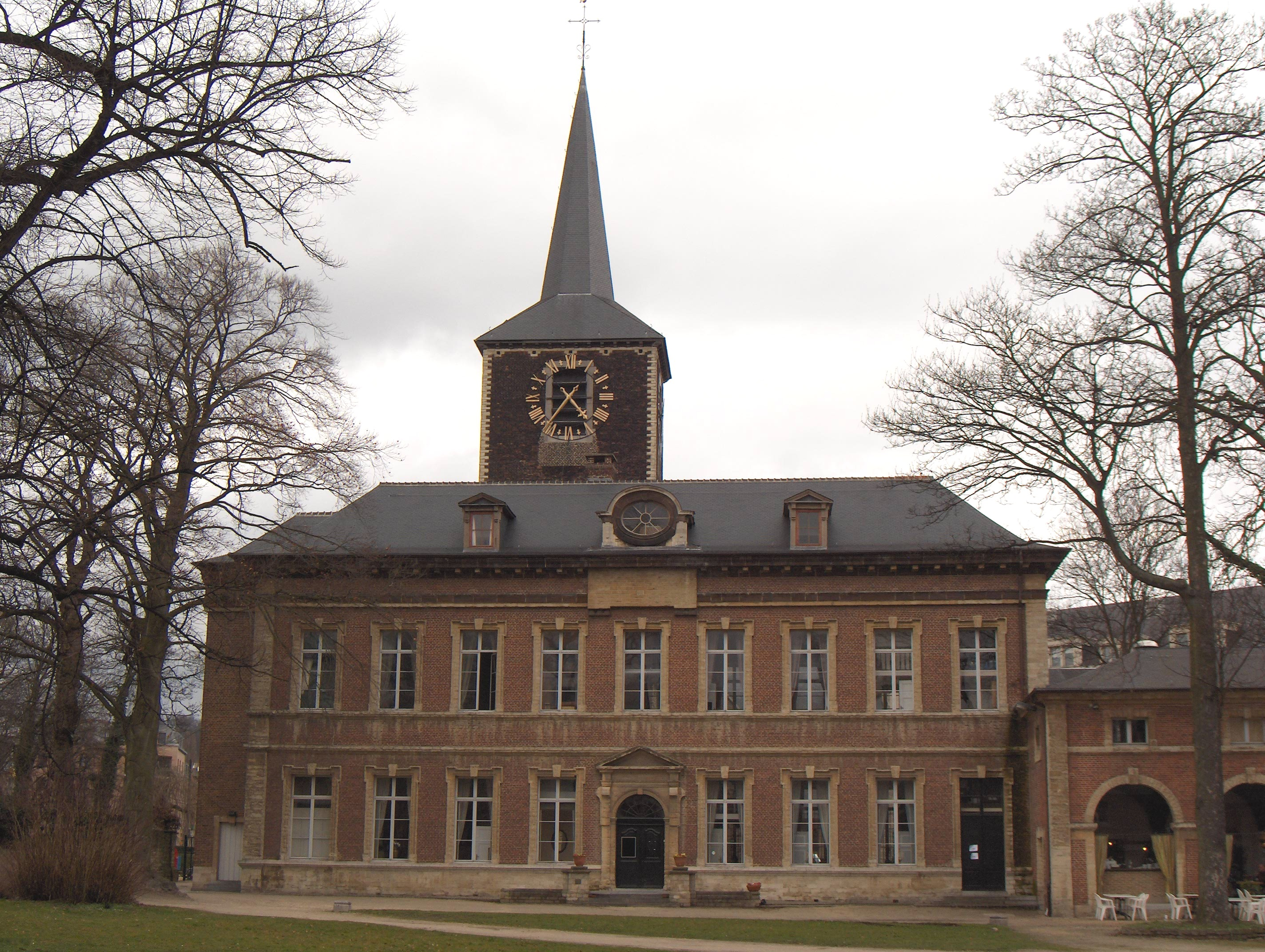
Opactwo Forest

Forest (niderl. Vorst) – miasto i gmina w Belgii, jedna z 19 w dwujęzycznym Regionie Stołecznym Brukseli, w Okręgu Stołecznym Brukseli. 1 stycznia 2023 liczyła 57 724 mieszkańców.

## Historia

### Początki i średniowiecze
Pierwsze domy zbudowane w zalesionej okolicy wzdłuż cieku Geleytsbeek, dopływu rzeki Senne są datowane na VII wiek. Pierwszy kościół, który powstał we wsi, został poświęcony Dionizemu Areopagicie. Legenda o świętej Alinie głosi, że ta pochodząca z rodziny pogańskiej święta przyjęła chrzest bez wiedzy rodziców, którzy byli temu przeciwni. Za karę została zamknięta w domu, gdzie zraniona przez pilnującego ją strażnika zmarła 17 czerwca 640 roku i została pochowana w Forest koło Brukseli. Chrześcijanie oddawali jej hołd jako męczennicy i od początku nazywali błogosławioną. Wkrótce jej grób stał się miejscem pielgrzymkowym. W 1105 r. benedyktyni zbudowali tam swoje opactwo. Grobowiec świętej, jako jeden z nielicznych przykładów XII wiecznej rzeźby w Belgii, nadal można podziwiać w kaplicy. W XIII wieku romański kościół św. Dionizego (Saint-Denis / Sint-Denijs) został przebudowany w stylu gotyckim. Sąsiedni kościół opacki został przebudowany w XV wieku.

### Od XVII do XX wieku
Dzięki obecności opactwa Forest dobrze prosperował zwłaszcza podczas panowania arcyksiążąt Albrechta VII i Izabeli Habsburg. 26 marca 1764 roku katastrofalny pożar zniszczył wiele budynków. Trzy dekady później, w latach rewolucji francuskiej, wspólnota religijna została rozwiązana, zakonnice zmuszone do ucieczki, a budynki sprzedane. Gmina Forest kupiła opactwo w 1964 roku i zdołała przywrócić go do poprzedniej świetności.
W 1925 roku rozpoczęto budowę ratusza w stylu art déco, który oddano do użytku w 1938 roku.

## Współpraca
Miejscowość partnerska:
- Courbevoie, Francja